# Колкитт, Альфред
Альфред Хольт Колкитт (англ. Alfred Holt Colquitt; 20 апреля 1824 — 26 марта 1894) — американский юрист, проповедник и военный, участник мексиканской войны, генерал армии Конфедерации в годы американской гражданской войны. После войны служил губернатором Джорджии (1877 - 1882) и сенатором США от Джорджии.

## Ранние годы
Колкитт родился в 1824 году в Монро, семье джорджианского сенатора Вальтера Колкитта. В 1844 году он окончил Принстон-Колледж и в 1846 году получил допуск к юридической практике. Когда началась война с Мексикой, Колкитт вступил в армию в звании майора. После войны он был избран в Палату Представителей США, где прослужил с 1853 по 1855 год, после чего был избран в палату представителей штата Джорджия. В 1861 году он был делегатом на джорджианском совете по сецессии, где голосовал за сецессию штата и 19 января 1861 года стал одним из подписавших Ordinance of Secession.

## Гражданская война
Когда началась Гражданская война, Колкитт вступил в Армию Конфедерации в звании майора, но уже 27 мая 1861 года был сформирован 6-й Джорджианский пехотный полк, и Колкитт стал его полковником. В июне полк Колкитта был направлен в Вирджинию и присоединён к бригаде Габриеля Рейнса под Йорктауном. В составе бригады Рейнса полк участвовал в обороне Йорктауна, сражении при Уильямсберге и в сражении при Севен-Пайнс. 16 июня Рейнса перевели на инженерные работы, а его бригаду временно передали Колкитту. 6-й Джорджианский полк был передан Джеймсу Ньютону. В итоге к началу Семидневной битвы бригада Колкитта имела следующий вид:
- 13-й Алабамский пехотный полк: полк. Биркетт Фрай
- 6-й Джорджианский пехотный полк: подполковник Джеймс Ньютон
- 23-й Джорджианский пехотный полк: полковник Эмори Бест
- 27-й Джорджианский пехотный полк: полковник Леви Смит
- 28-й Джорджианский пехотный полк: полковник Томас Уартен

Бригада Колкитта прошла почти все сражения Семидневной битвы в составе дивизии Дениеля Хилла, после чего дивизия Хилла была оставлена под Ричмондом и пропустила Северовирджинскую кампанию. 1 сентября 1862 года Колкитт получил звание бригадного генерала. Это назначение Военный департамент произвёл без консультации со штабом армии. Генерал Ли 27 октября запрашивал разрешение присвоить звание генерала Джону Гордону и передать ему бригаду, но назначение Колкитта помешало этим планам. 

### Мерилендская кампания
В начале сентября дивизия Хилла присоединилась к Северовирджинской армии в Мериленде. Армия направилась через южные горы в Камберлендскую долину, и Хиллу было приказано удерживать перевалы Южных Гор. Узнав, что северяне начали преследование, он направил бригаду Колкитта к перевалу, известному как Ущелье Тёрнера. Кавалерия Стюарта донесла о наступлении противника к Южным горам, но Стюарт решил, что северяне идут к ущелью Крэмптона, а для обороны ущелья Тёрнера достаточно будет одной бригады. Стюарт так же полагал, что Джексон уже взял Харперс-Ферри и уже нет необходимости сражаться в Южных горах. 
14 сентября 1862 года началось Сражение у Южной Горы. Свою бригаду (численностью около 1100 человек) Колкитт расположил поперек дороги: 23-й и 28-й Джорджианские (каждый по 300 чел.) слева от дороги за каменной стеной, а остальные три полка (700 чел.) встали правее дороги. Это была исключительно выгодная, практически идеальная позиция. Около 17:00 началось общее наступление федеральных корпусов Хукера и Рено, и генерал Бернсайд приказал Гиббону атаковать прямо по дороге и захватить ущелье Тёрнера. 7-й Висконсинский полк капитана Келлиса построился справа от дороги, а 19-й Индианский полк полковника Мередита построился слева. Позади 7-го встал 6-й Висконсинский подполковника Брэгга, а позади 19-го встал 2-й Висконсинский полк полковника Фэрчайлда. Вторая линия находилась примерно в 200 метрах от первой. Заметив эти построения, Колкитт запросил у Хилла помощи, но тому было некого послать.
Наступая по правой стороне дороги, 7-й Висконсинский вышел из низины на поле перед левым флангом Колкитта, но попал под ружейный залп и вынужден был отступить назад в низину. После того, как был наведён порядок в рядах, полк возобновил наступление, но под огнём с фронта и фланга остановился. 19-й Индианский оттеснил правые полки Колкитта, развернулся вправо и открыл огонь по позиции 23-го Джорджианского полка. Однако 23-й находился на высоком месте и фланговый огонь не нанёс ему серьёзного урона. Капитан Келлис решил вывести часть рот во фланг 23-му полку, но попал под плотный огонь 28-го Джорджианского, что вынудило его остановиться. 6-й Висконсинский пришёл ему на помощь и прикрыл правый фланг. Подполковник Брэгг взял несколько рот и отправил их во фланг 28-му полку, но перестрелка на фланге затянулась до темноты. Гиббон удерживал позицию почти всю ночь, пока его не сменила бригада Гормана. В ходе этой атаки Гиббон потерял 37 человек убитыми, 251 раненым и 30 пропавшими без вести. Бригада Колкитта потеряла 110 человек убитыми, ранеными и пропавшими без вести, в основном из состава 23-го и 28-го Джорджианских полков. Колкитт писал, что его бригада не уступила ни дюйма земли даже тогда, когда закончились боеприпасы.
17 сентября 1862 года, во время сражения при Энтитеме, дивизия Дэниеля Хилла занимала центр позиции Северовирджинской армии. Крайне левой стояла бригада Рипли, а правее — бригада Колкитта. Около 08:00 бригада Рипли была отправлена Хиллом влево и вперёд, чтобы помочь остаткам бригад Уоффорда и Лоу удержать кукурузное поле. Колкитт получил приказ идти след за Рипли и примкнуть к его правому флангу. Сам Колкитт писал, что было 07:00, но вероятно он ошибался. 

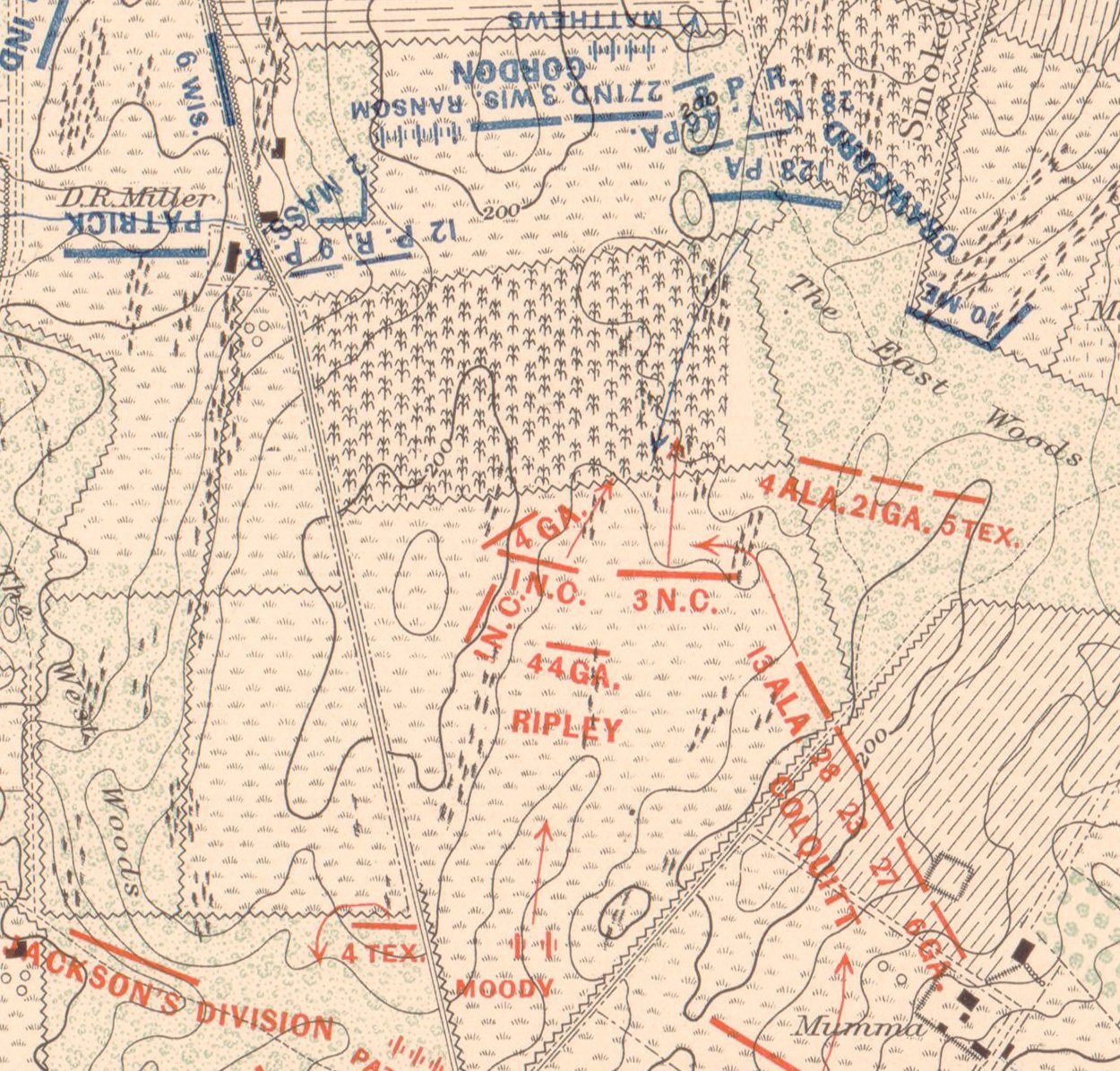
Бригада Колкитта выходит на Кукурузное поле.

Когда Колкитт прибыл на Кукурузное поле, бригада Рипли была уже отброшена федеральной бригадой Джорджа Гордона; бригада Колкитта в одиночку начала наступать через Кукурузное поле, несмотря на то, что в её составе было 1320 человек против почти 2717 у Гордона. Федералы Гордона заняли позицию на северной окраине Кукурузного поля, а Гордон наступал на северо-запад, под углом к федеральной линии, отчего его правый фланг (6-й Джорджианский пехотный полк) нёс серьёзные потери. Бригаде Гарланда (под командованием Дункана Макрея) было приказано прикрыть правый фланг Колкитта, но бригада понесла тяжёлые потери при Южной Горе, поэтому, попав под обстрел, она сразу запаниковала и стала отходить. В этот же момент генерал Хукер послал в наступление весь XII корпус генерала Мансфилда, который начал выдвигаться через лес Иствуд во фланг Колкитту. Бригада Колкитта оказалась под ударом Гордона с севера и Грина с востока, и стала отступать. Бой Колкитта с Гордоном стал последним сражением за Кукурузное поле. 
В 09:00 на помощь Рипли, Колкитту и Макрею была послана бригада Роудса, но как только Роудс начал выдвижение, он увидел, что Колкитт и Макрэй отступают, поэтому с согласия Хилла он занял позицию вдоль дороги Санкен-Роуд, а Колкитт, отступив, встал левее Роудса.

### Чанселлорсвилл
В мае 1863 года, во время сражения при Чанселорсвилле, бригада Колкитта была частью дивизии Роудса. Утром 2 мая Томас Джексон отправил все три свои дивизии в обход позиций Потомакской армии, чтобы выйти к её незащищённому флангу. Бригада Колкитта первой начала обходной марш примерно в 07:66. Когда дивизии вышли к флангу противника, Джексон построил их в три линии. Дивизия Роудса стояла в первой линии, а бригада Колкитта была крайней правой в линии, правее бригады Долса.
Атака Джексона началась удачно, но Колкитт почти сразу остановил свою бригаду. Впоследствии генерал Роудс утверждал, что Колкитту было сказано не обращать внимания на свой фланг, поскольку к югу от него находится Бригада Каменной стены и кавалерию Стюарта, и с той стороны никакой опасности быть не может. Но после начала атаки Колкитту сообщили о появлении пехоты и кавалерии противника на его фланге, и он остановил бригаду. Этим он заставил остановиться бригаду Стивена Рамсера, которая наступала во второй линии. Рамсер лично выехал вперёд на полмили на рекогносцировку, и не заметил никаких признаков противника. Он потребовал от Колкитта продолжать наступление и тот, поразмыслив некоторое время, возобновил атаку.
Историк Стивен Сирс писал, что до сих пор остаётся загадкой, какие части противника мог видеть Колкитт на своем фланге. Историк Теодор Додж писал, что это были пикеты дивизий Дивенса и Шурца, которых не успели отозвать к основной линии.

## Послевоенная деятельность

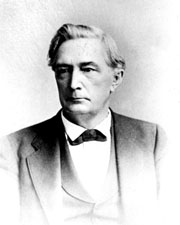
Колкитт в 1880-х годах.

После войны Колкитт вернулся к политической карьере. Он боролся против политики реконструкции Юга, а в 1876 году был избран губернатором Джорджии. В политике он стал одним из трёх лидеров консервативных демократов («Бурбонных демократов»), вместе с Джоном Гордоном и Джозефом Брауном. Эту тройку называли «Бурбонным триумвиратом». Они защищали интересы плантаторов, но в то же время были сторонниками индустриализации штата и развития железных дорог. Несмотря некоторые сложности, Колкитт отслужил первый срок и в 1880 году был переизбран на второй, прослужив до 1882 года.
В 1883 году он был избран в Сенат США от Демократической партии. Ранее, в 1880 году, в сенат был избран Джозеф Браун, а в 1886 году губернатором Джорджии стал Джон Гордон, что стало триумфом «Бурбонных демократов», которые теперь контролировали три ключевые политические должности в Джорджии. В должности сенатора Колкитт возглавлял почтовый комитет при 53-м Конгрессе. Он был переизбран в Сенат в 1888 году и оставался на этой должности до самой своей смерти 26 марта 1894 года. 
Он был похоронен на Роуз-Хилл-Семетери в Мэйконе.